# Sicílie (ostrov)
Sicílie (italsky Isola di Sicilia, sicilsky La Sicilia) je italský ostrov ve Středozemním moři tvořící spolu s okolními malými ostrovy autonomní region Sicílie. Od Apeninského poloostrova je oddělen Messinskou úžinou, která je 3 km široká. Svojí rozlohou jde o největší ostrov Itálie a také největší ostrov Středozemního moře.

## Geografie
Největší středomořský ostrov se svou rozlohou 25 426 km² zabírá 8,4 % rozlohy Itálie a je asi 3× menší než Česká republika. Pobřeží má délku okolo 1 000 km. Na Sicílii se nachází čtyři pohoří. Prvními jsou Sicilské Apeniny, které se rozkládají podél severu ostrova od Messinské úžiny až po řeku Torto. Sicilské Apeniny tvoří tři samostatná pohoří (od východu): Peloritani, Nebrodi a Madonie. Jejich nejvyšší vrcholy dosahují 2 000 m n. m. Druhý masiv se nalézá na západě ostrova a třetí, ve tvaru ohnutého luku, se nachází ve střední části ostrova. Čtvrtým je masiv samotné Etny.
Povrch Sicílie je hornatý. 62 % zabírá kopcovitá krajina, dalších 24 % tvoří pohoří a jen 14 % zbývá na nížiny. Nejúrodnější část země se rozkládá mezi Etnou a Syrakusami a její rozloha se blíží 430 km². Na západě ostrova v provincii Trapani je velmi úrodná půda vhodná pro pěstování vinné révy.
Největšími řekami jsou Salso a Platani, ale v létě téměř vysychají. Podnebí na Sicílii je typicky středomořské. Léto je horké, zima krátká a mírná s občasným deštěm. Například v Syrakusách je průměrně 130 slunečných dnů za rok. Průměrná teplota je na Sicílii 17 °C.

## Dějiny

### Starověk
Sicílie prošla dlouhou a trnitou cestu k podobě, ve které ji můžeme nalézt dnes. Prvními historicky doloženými obyvateli Sicílie byli od 3. tisíciletí př. n. l. domorodí Sikanové. Národ, svými zvyky se podobající americkým indiánům, žil v počátcích na celé ploše ostrova, ale pod náporem dalších vln osídlení byl nucen přesunout se do lesů. V jejich životech hrálo velmi významnou roli náboženství, které bylo orientováno na živočišnou říši.
Po 1 700 letech sikanské vlády na ostrov připluli noví osadníci, Sikelové (Sikulové). Ti byli národem o něco rozvinutějším a na rozdíl od Sikanů, kteří se živili převážně lovem, si obživu zajišťovali zemědělstvím. Postupem času se jim podařilo původní sikanské obyvatelstvo vytlačit převážně do lesů a hornatých oblastí. Třetím významným sicilským národem ve starověku byli Elymové, pocházející původně z Anatolie v Malé Asii. Postupem času se tento národ helenizoval. Jedním z nejvýznamnějších politických center Elymů bylo město Segesta.
V 8. století př. n. l. se na Sicílii dostala dvě velmi silná starověká impéria. Byla to aliance řeckých městských států, které založily města jako Zanklé (Messina), Naxos, Akragás, Gela nebo Syrákúsy. Druhými osadníky byli Féničané z Kartága. Tento národ největších mořeplavců a průkopníků námořního obchodu své doby založil na Sicílii město Palermo. Centrem jejich obchodu se však později stalo město Kartágo. Roku 480 př. n. l. ve velké námořní i pozemní bitvě aliance sicilských řeckých měst porazila Kartágince a stala se vládcem velké části ostrova. Většina řeckých tyranů na Sicílii byla po tomto vítězství podřízena syrakuskému tyranovi Gelónovi. Následující kartaginský odvetný útok na Sicílii byl částí dlouho připravovaného plánu perského krále Xerxa I., jež chtěl tímto manévrem zabránit tomu, aby sicilská města přispěchala na pomoc mateřskému pevninskému Řecku proti vpádu Peršanů. Perský plán však na všech frontách selhal a po prohrané námořní bitvě u Salamíny museli Peršané utéci zpět do Malé Asie.
V letech 264–241 př. n. l. bojovalo Kartágo s Římským impériem v 1. punské válce. Výsledkem této války byl i přesun Sicílie do správy Říma. Tady začíná šest století vlády Římského impéria na Sicílii, která byla Římu neocenitelnou předsunutou základnou během 2. punské války, v které nakonec porazil Kartágo. Řím spravoval Sicílii až do roku 440, kdy byla dobyta Vandaly, kteří předtím vytlačili Řím i z jeho držav v severní Africe. V roce 479 zaútočil na Řím ostrogótský král Theodorich a za dva roky dobyl Sicílii, kterou v tu dobu Vandalové pronajali italskému králi Odoakerovi. Theodorich poté začal platit Vandalům stálý tribut za dohodu o neútočení.
Roku 535 vyslal byzantský císař Justinián svou armádu, aby znovu získala Sicílii pod vládu tehdy už Východořímské neboli Byzantské říše. Po získání vlády nad Sicílií zde Byzantská říše vládla po tři století.
V době rychlého šíření islámu po zemích severní Afriky a Blízkého východu nezůstala ani Sicílie, ležící přes moře, stranou saracénských zájmů. První Arabové se na Sicílii vylodili v roce 655 a přijeli z Damašku v Sýrii. Později zaútočil další arabský kontingent na Syrakusy a v roce 827 Saracéni ze severní Afriky začali mohutné tažení na Sicílii, které vedl Asad ibn al-Furát. Za dva roky získali Arabové pod svou kontrolu Agrigento a další města, ale Syrakusy odolaly. V roce 831 se na severozápadě ostrova vylodila mnohem silnější arabská armáda plující z Pyrenejského poloostrova. V prvním roce dobyli Palermo, v roce 843 Messinu a získali kontrolu nad úžinou mezi Sicílií a Apeninským poloostrovem. Poslední sicilská výspa, Syrakusy, padla roku 877. Arabové tedy dobyli celou Sicílii během 50 let.

### Středověk
Dalšími vládci Sicílie se stali Normané, kteří započali válku v roce 1060 pod vedením bratří d’Hauteville. Měli svolení a dobrozdání papeže k vytlačení Arabů z ostrova. Po 30 letech bojů se Normané stali neomezenými vládci na ostrově a v roce 1130 udělil papež Sicílii v léno Rogeru II., ten pak ke svému ostrovnímu království připojil i pevninskou část jižní Itálie a stal se prvním sicilským králem. Normanští králové dědili titul sicilského panovníka po tři generace, než Vilém III. zemřel bez následníka. Na trůn pak usedl manžel dcery Rogera II. Konstancie, Jindřich VI., císař Svaté říše římské. Jejich následníkem se stal syn Fridrich I.
Roku 1266 se vyhrotil spor mezi Normany a papežem, který vedl k vyslání armády vedené Karlem I., vévodou z Anjou, na Sicílii. Nejasných poměrů využil aragonský král Petr III. a Sicílii dobyl. Jako nezávislé království, které spravovali příbuzní krále aragonského, vydržela Sicílie až do roku 1409, kdy byla připojena k Aragonii. Po krátké době vlády savojské a habsburské dynastie Sicílie v roce 1734 vstoupila do aliance s Královstvím Neapolským. V roce 1816 se obě království spojila pod názvem Království obojí Sicílie.

### Novověk
K Itálii byla Sicílie připojena v roce 1860 Giuseppem Garibaldim. Obyvatelstvo ostrova neneslo připojení k Itálii příliš dobře a podnikalo časté rebelie, které však byly vždy rychle a důsledně potlačeny. Mnoho Sicilanů se proto i kvůli zhoršující se hospodářské situaci rozhodlo vystěhovat do zámoří, především do USA, kde vznikly fungující sicilské čtvrti v široké oblasti New Yorku nebo Chicaga. Na konci 19. století začala svůj vliv na sicilském území budovat Cosa Nostra, která právě přesahovala až do USA, kde se vytvořila mafie, která se svou mocí prosadila i do tamější politiky. Za druhé světové války stála Sicílie, coby součást Itálie, na straně nacistického Německa. Byla jeho základnou pro akce ve Středomoří. V roce 1943 byla osvobozena spojeneckým vojskem. I vlivem mafie, která chtěla zlepšit svou pověst spoluprací s USA, se američtí a britští vojáci vyloďovali na italské pevnině právě odsud. Vliv mafie zůstal silný i v pozdějším demokratickém období, ale ostrov se začal rychle modernizovat. Velký vliv má zdejší těžba ropy a zemního plynu.